# Glyn Jones
Glyn Jones (27 de abril de 1931 — 2 de abril de 2014) foi um ator, escritor e diretor da África do Sul.